# Parc quasi national de Murō-Akame-Aoyama
Le parc quasi national de Murō-Akame-Aoyama (室生赤目青山国定公園, Murō-Akame-Aoyama Kokutei Kōen) est un parc quasi national situé dans les préfectures de Mie et de Nara au Japon. Créé le 28 décembre 1970, il s'étend sur 263,08 km2.